# Демировац
Демировац је насељено мјесто у општини Козарска Дубица, Република Српска, БиХ. Према попису становништва из 2013. у насељу је живјело 359 становника.

## Географија
Налази се на 110-200 метара надморске висине, површине 18,8 км2, удаљено око 10 км од општинског центра. Сједиште је истоимене мјесне заједнице. Збијеног је типа, а засеоци су Бадуше, Брезово поље, Главинац, Збјег, Личка коса, Радмановића сокак, Рашића брдо и Светиња. Смјештено је на десној обали Саве и обронцима Просаре. У засеоку
Светиња налази се извор који, према предању, има љековита својство. Становништво се углавном бави пољопривредом. Осмогодишња школа отворена је 1967, а 2016. радила је као деветогодишња, у саставу ОШ "Вук Стефановић Караџић", Козарска Дубица. У селу постоје четири гробља, црква, дом културе, матични уред и пошта. Демировац је добио електричну енергију шездесетих година 20. вијека, телефонске прикључке 1979, а локални водовод осамдесетих година. Кроз село пролази магистрални пут Козарска Дубица - Градишка. У Демировцу раде (2016) предузеће за производњу и прераду меса и сточне хране, предузеће за производњу и продају цвијећа и украсног биља, пилана, угоститељски објекат и продавница мјешовите робе.

## Историја
Према Славку Вујасиновићу, назив села потиче од турске ријечи демир (гвожђе) . У августу 1875. вођене су борбе око Демировца између Турака и устаника под командом Гавре Бјеловука. Демировац је 1879. имао статус општине, којој су припадала села: Градина, Гуњевци, Демировац, Драксенић, Међеђа, Пуцари и Срефлић (Срефлије). Солунски добровољци били су: Марко Бабић, Ђорђе Видовић, Миле Јанковић, Стојан Ковачевић, Петар Мирић, Стојан Прибић, Петар Рапајић, Марко Трубарац. У Другом свјетском рату становништво је највише страдало од усташа, у јасеновачком логору и на другим стратиштима. Убијено је 628 цивила, међу њима 216 дјеце до 14 година, и угашено је 47 домаћинстава. Погинуло је 65 бораца Народноослободилачка војска Југославије, а у Одбрамбено-отаџбинском рату 1992-1995. три борца Војске Републике Српске.

## Становништво
Село Демировац 1879. имало је 75 домаћинстава и 347 становника (православаца); 1895. - 747 становника; 1921. - 784; 1948. - 473; 1971. - 574; 1991. - 469; 2013. - 130 домаћинстава и 359 становника (од којих 353 Срба). Породица
Аћимовић слави Митровдан; дио Бабића, Бањац, Бјеловук, Вукадиновић, Јанковић, дио Ковачевића, Кузмановић, Марин, Пуђа, Радујко,
Рапајић, Хрњак, Шалић, Шпица - Јовањдан; дио Бабића, Змијањац, дио Ковачевића, Кондић, Костић, Кричковић, Лешковић, Марић, Његован,
Радуловић, Угрица, Чубриловић, Шарац - Никољдан; Бараћ, Батић, Влајнић, Тороман - Светог Стефана; Бачић, Марчета, Милојица - Аранђеловдан; Благојевић, Вуковић, дио Гога, Грбић, Кесић, Косовић, Љубичић, Марковић, Мисирача, Момчиловић, Мостарац, Петровић, Прибић, Радмановић, Татић, Чолић - Ђурђевдан; Вукадиновић - Томиндан; дио Гога - Св. Игњатија; Жилић, Поповић - Илиндан; Кецман - Св. Вартоломеја и Варнаву; Малбашић - Св. Кирила Словенског; Малић, Сладојевић - Часне вериге; Милић - Свети Григорија Чудотворца; Растовац - Свети врачеви Козма и Дамјан; Рашић, Секулић - Лучиндан; Шувак - Лазареву суботу. Према породичним предањима, Аћимовићи и Давидовићи дошли су са Мањаче, Кецмани из јужне Србије, Ковачевићи из Рашке, Малићи из Крупе на Врбасу, а Мирићи и Хрњаци из Лике. Из села су: Здравко Димић, генерал-потпуковник Југословенске народне армије; Милан Јанковић (Филип Цептер), привредник.
| Демографија | Демографија | Демографија |
| Година      | Становника  | Становника  |
| ----------- | ----------- | ----------- |
| 1879.       | 347         |             |
| 1895.       | 747         |             |
| 1921.       | 784         |             |
| 1948.       | 473         |             |
| 1953.       | 495         |             |
| 1961.       | 545         |             |
| 1971.       | 574         |             |
| 1981.       | 505         |             |
| 1991.       | 467         |             |
| 2013.       | 359         |             |